# Angelo Drigo
Angelo Drigo (Padova, 29 maggio 1907 – Padova, 3 aprile 1978) è stato un fisico italiano.
Laureatosi all'Università degli Studi di Padova nel 1929, diventò prima assistente di Giuseppe Vicentini, in seguito professore di Fisica Sperimentale a Padova e, infine, prima assistente e poi aiuto di ruolo di Bruno Rossi, occupandosi dei raggi cosmici e della radioattività.
Grazie a varie ricerche, Drigo realizzò in seguito strumenti di alta sensibilità impiegati per monitorare e controllare la radioattività nell'ambiente (per esempio nei fanghi termali aponensi) e nelle applicazioni biomediche.
Tali studi lo condussero, nel 1965, ad aggiungere l'indirizzo di biofisica delle radiazioni al corso di laurea in fisica. A queste attività accademiche si aggiunse la collaborazione con l'ospedale di Borgo Valsugana per la messa a punto della prima bomba al cobalto italiana e in seguito con l'ospedale di Padova.

## Biografia
Angelo Drigo nacque a Padova il 29 maggio 1907, figlio unico di Antonio e di Giuseppina Crivellari Bragadin. Studiò al liceo classico “Tito Livio” e si laureò in fisica nel 1929, con una tesi teorica sul fenomeno della magnetostrizione. Ricevette una borsa di studio diventando prima assistente e poi aiuto di Bruno Rossi e dal 1934 conseguì la libera docenza in fisica sperimentale. Con Rossi si adoperò nella ricerca sui circuiti elettronici veloci e a basso rumore di fondo e nello studio dei processi legati alle radiazioni. Questi studi permisero più tardi la realizzazione del contatore Geiger ad alta sensibilità per il rilevamento del radium. Nel 1939 sostituì Rossi  alla direzione  dell'istituto padovano.
Nel 1943 si trasferì all'Università di Ferrara coprendo il ruolo di docente di fisica sperimentale, essendo inoltre direttore dell'istituto di fisica, che detenne fino al 1976. Trasformò l'osservatorio meteorologico in un centro di ricerca che consentì poi di avviare il corso di laurea in fisica nel 1954. In questo periodo riprese, con un gruppo di nuovi collaboratori, le ricerche ferromagnetiche iniziate nel periodo padovano negli anni Trenta.

Il problema maggiore del ferromagnetismo era sostenuto dall'ipotesi di Charles Kittel, secondo cui un sistema duodimensionale non sarebbe ferromagnetico. Drigo, in collaborazione con Pizzo, determinò nel suo laboratorio ferrarese la magnetizzazione di sottili lamine ferromagnetiche, deposte elettroliticamente, in funzione dello spessore.
Gli sperimenti del fisico misero in evidenza che la magnetizzazione effettivamente diminuiva in funzione allo spessore, ma molto più rapidamente del volume della lamina. Veniva così fornita la prova sperimentale dell'ipotesi di Charles Kittel.
In seguito ci furono delle ricerche svolte al fine di chiarire particolarità dei processi di magnetizzazione in metalli, leghe e ferriti anche in presenza di sforzi elettrici o di campi magnetici ausiliari e di correnti alternate. Sui processi elementari di magnetizzazione in ferriti e sull'isteresi rotante in materiali magnetici dolci e sull'aumento della permeabilità reversibile associato alla produzione della discontinuità di Barkhausen vennero a delinearsi studi e processi.
Angelo Drigo, continuò ad esercitare la biofisica confermando anche in questo campo quella costante tensione innovatrice che lo aveva caratterizzato nel periodo di attività padovana: la sua sensibilità e competenza per la didattica si dimostrarono negli anni di docenza di fisica biologica e di fisica della radiazione. La sua lungimiranza lo portò ad essere fra i primi e pochi fisici italiani che si resero conto quanto le metodologie fisiche potessero essere applicate alle scienze biomediche. Nei primi anni Cinquanta, infatti, tali applicazioni erano sostanzialmente limitate ai soli raggi X e alle sorgenti sigillate di radio. In entrambi i casi la manipolazione di queste metodologie non risultava essere scevra di rischi.
Il fisico risolse il problema di individuare con rapidità eventuali sorgenti di radiazioni elettromagnetiche e ionizzanti realizzando alcuni rivelatori Geiger-Müller contraddistinti dall'alta sensibilità, e da caratteristiche di antishock ed impermeabilità.
Gli anni in cui si veniva imponendo la medicina nucleare lo videro impegnarsi in studi di elettronica nucleare e nel campo dell'impiego di valvole elettrometriche utilizzabili per la misurazione di piccolissime correnti di ionizzazione.
In collaborazione con Ernesto Casnati si dedicò ai primi studi sull'andamento della dose nelle zone di transizione tra mezzi diversi: un tipico problema posto dalle emergenti radiazioni fotoniche ad alta energia. Tra i suoi campi di interesse vanno anche segnalati gli studi sull'emissione elettronica in dipendenza dal numero atomico dei materiali esposti a radiazioni gamma.
Nel 1965, questi studi lo condussero ad aggiungere l'indirizzo di biofisica delle radiazioni al corso di laurea in fisica.
Oltre a queste attività accademiche Drigo collaborò anche con l'ospedale di Borgo Valsugana per la messa a punto della prima bomba al cobalto italiana. Questi interessi e collaborazioni si estesero poi anche all'ospedale di Padova.
A Drigo, nel 1966, fu assegnata anche la medaglia d'oro dei benemeriti della scuola e della cultura per l'impegno che dedicò alla didattica della fisica.
Con la moglie Giulia Alocco scrisse un testo di "Fisica pratica", quindi più tardi la "Fisica sperimentale applicata alla medicina e alla biologia".
Tra i campi di interesse di Angelo Drigo vi fu anche la divulgazione scientifica attuata mediante conferenze e articoli su giornali locali. Non disdegnò neppure la collaborazione all'Enciclopedia elettrotecnica, al Vocabolario elettrotecnico e all'Enciclopedia medica italiana.
Fu socio di diverse accademie italiane e straniere grazie alla sua attività scientifica: nel 1942 gli fu consegnato il premio Pugno Vanoni dell'Associazione elettrotecnica italiana; nel 1946 cominciò a collaborare con Enrico Fermi nell'American Physical Society. Anche Drigo, come tradizione famigliare, si dedicò ad interessi di carattere letterario, musicale e storico: egli fu uno dei primi a istituire, nel 1968, a Ferrara, degli insegnamenti di storia della fisica. Assieme a Ladislao Munster, docente di storia della medicina, creò, inoltre, la collana dei “Quaderni di storia della scienza e della medicina”. Per ben sette anni (1965-1972) fu rettore dell'Università di Ferrara. Diede inizio alla facoltà di magistero e insieme detenne la carica di commissario dell'Opera universitaria e di responsabile del gruppo struttura della materia per il Consiglio nazionale delle ricerche. Fu infine socio onorario dell'Accademia delle scienze di Ferrara.
È morto a Padova il 3 aprile 1978.